# La Pudeur ou l'Impudeur
Pour plus de détails, voir Fiche technique et Distribution.
La Pudeur ou l'Impudeur est un documentaire français de 62 minutes réalisé par Hervé Guibert entre 1990 et 1991 et diffusé à titre posthume à la télévision (TF1) en janvier 1992. Ce film a été réalisé à partir de cassettes vidéo. Il a été monté par Maureen Mazurek et produit par Pascale Breugnot.

## Synopsis
Hervé Guibert met en scène les derniers moments de sa vie en utilisant des images de son quotidien de malade du sida. Les séquences sont tournées dans son appartement (dans sa chambre à coucher, sa salle de bains, ses toilettes), chez ses grand-tantes, en milieu hospitalier (lors d’une biopsie, lors d’un suivi médical) et sur l’île d'Elbe. Des entretiens avec des proches ponctuent le film. Le film mêle des images d’une grande dureté et des images poétiques. Dans Le Protocole compassionnel, Hervé Guibert écrit : « Je crois que nous venons de tourner un des documentaires les plus bizarres qui soient »
.
Bien qu’achevé en février 1991, le film ne sera diffusé à la télévision que le 30 janvier 1992. Le contexte épidémique, période de grande mortalité due au sida (4 000 morts par an en 1991), l’image de la dégradation physique du jeune écrivain, la qualité testamentaire du film expliquent en partie les réticences à la diffusion.

## Fiche technique
- Montage : Maureen Mazurek
- Production : Pascale Breugnot
- Société de distribution : BQHL Editions
- Format : Couleur
- Langue : français